# 折井次昌
折井 次昌（おりい つぐまさ）は、戦国時代から安土桃山時代の武将。武川衆。

## 生涯
弘治2年（1556年）から武田信玄に足軽大将として仕える。元亀元年（1570年）花沢城の戦いなど、各地の戦いで活躍した。天正10年（1582年）3月、織田信長・徳川家康連合軍による武田征伐により、武田勝頼の代に武田氏が滅ぶと、米倉忠継とともに徳川家康を頼って遠江桐山に隠れ住む。6月の本能寺の変で信長が死去して天正壬午の乱が起こると家康の命を受けて忠継とともに甲斐へと先行し、武川衆を徳川方につける。また同じく甲斐に侵出した北条氏直の誘いを断り、小沼小屋で北条軍を破った。これらの功により忠継とともに武川衆の指揮を任される。その後も甲斐・信濃で各地を転戦。
天正12年（1584年）小牧・長久手の戦いでは途中で召喚され、長久手の合戦で敵兵岡本次郎を討ち取る武功を立て、楽田城の防衛線にも参戦した。天正13年（1585年）第一次上田合戦では大久保忠世の配下として出陣し、殿軍として敵兵成沢甚右衛門を討ち取るなどの武功を立てた。天正17年（1589年）これまでの武功を称されて甲斐国内に730石を領した。翌年には加増を受けて1130石となるが、同年の小田原征伐に従軍した際に陣没した。